# La ley de la frontera
Pour plus de détails, voir Fiche technique et Distribution.
La ley de la frontera est un film hispano-argentin réalisé par Adolfo Aristarain, sorti en 1995.

## Synopsis
Dans les années 1900, Bárbara, une journaliste, recherche un bandit nommé El Argentino sur la frontière entre l'Espagne et le Portugal.

## Fiche technique
- Titre : La ley de la frontera
- Réalisation : Adolfo Aristarain
- Scénario : Adolfo Aristarain et Miguel Anxo Murado
- Musique : Bernardo Fuster et Luis Mendo
- Photographie : Porfirio Enríquez
- Montage : Iván Aledo
- Production : Rafael Díaz-Salgado et José Luis Olaizola
- Société de production : Adai, Central de Producciones Audiovisuales et Shazam
- Pays :  Argentine et  Espagne
- Genre : Aventure et historique
- Durée : 115 minutes
- Dates de sortie : 
  -  Espagne : 23 août 1995

## Distribution
- Pere Ponce : João
- Aitana Sánchez-Gijón : Bárbara
- Achero Mañas : Xan
- Federico Luppi : El Argentino
- Tito Valverde : le sergent de la garde civile
- Agustín González : le capitaine Legión
- Enrique San Francisco : le collectionneur
- Tony Zenet : Octavio
- Antonio Gamero : Barbero
- Francisco Merino : Maragato
- María Adánez : María

## Distinctions
Le film a été nommé pour deux prix Goya.